# ديف كيون
ديف كيون (من مواليد 22 مارس 1940) (بالإنجليزية: Dave Keon)‏ لاعب هوكي الجليد كندي محترف سابقا، لعب بشكل احترافي من عام 1960 إلى عام 1982.